# Floriani Mussolini
Romano Benito Floriani Mussolini (Roma, 27 de janeiro de 2003), conhecido pela imprensa italiana como Mussolini Jr, é um futebolista italiano que atua como Lateral direito ou meio-campista direito, Atualmente joga no Juve Stabia, emprestado pela Lazio.
Floriani é filho da política Alessandra Mussolini, neto do pianista Romano Mussolini e bisneto do ditador italiano Benito Mussolini.

## Vida pregressa
Floriani nasceu em 27 de janeiro de 2003 como o terceiro filho de Mauro Floriani e Alessandra Mussolini. Seu avô, Romano Mussolini, era pianista e o seu bisavô era o ditador italiano Benito Mussolini. Sua tia-avô é a atriz Sophia Loren.
Como resultado, ele tem um sobrenome duplo. Isso foi feito como uma exceção aos costumes italianos de nomes, com as autoridades italianas concordando com isso em seu registro, já que sobrenomes duplos geralmente não eram aceitos pela lei italiana no momento de seu nascimento.

## Carreira
Floriani começou sua carreira futebolística jogando nas categorias de base do Roma, antes de se mudar para jogar na Lazio quando tinha 13 anos. Em 2018, foi emprestado para o clube amador Vigor Perconti. Isso ocorreu pois ele não ganhou nenhum tempo de jogo na Lazio durante 2 anos antes de estrear pelos sub-17.
Quando questionado se o nome do jogador iria limitar seu tempo em campo, O técnico juvenil da Lazio Mauro Bianchessi disse: "O sobrenome pesado? Nunca falei com os pais dele, e a única coisa que importa é se um jogador merece jogar. Nada mais." Em suas camisas de jogo, ele utiliza "Floriani M." Em março de 2021, Floriani assinou o seu primeiro contrato profissional com a Lazio até 2024.
Floriani foi convocado para o time principal da Lazio em 24 de outubro de 2021, em uma partida da Serie A contra o Hellas Verona, Floriani não foi utilizado na partida.
Em 3 de agosto de 2023, A Lazio anunciou que iria emprestar Mussolini para o clube da Serie C Pescara.
Em 5 de julho de 2024, Mussolini foi emprestado mais uma vez, agora para o clube da Serie B Juve Stabia Alguns meses depois, no dia 22 de dezembro, Mussolini marcou seu primeiro gol profissional na vitória por 1 a 0 contra o Cesena Durante a comemoração do gol, O locutor do estádio gritou seu primeiro nome, Romano, sete vezes, e os fãs gritavam de volta "Mussolini", fazendo saudações fascistas.

## Vida pessoal
Floriani ganhou atenção após aparecer com sua mãe no Ballando con le Stelle. Apesar de seu sobrenome e linhagem, Floriani afirmou que não tem interesse em virar um político. Floriani estudou na St. George's British International School em Roma e assinou com a Lazio ainda quando estava estudando.